# Anna Rothermel
Anna Elekné Rothermel, född 19 december 1938, död 20 december 2005, var en ungersk handbollsmålvakt. Hon blev världsmästare vid VM 1965.

## Klubblagskarriär
Vid 19 års ålder började hon spela handboll för Red Meteor Public Team. Förutom sin sport arbetade hon som administratör på Ungern Jacquard vävfabrik. Efter VM-titeln 1965 flyttade hon till Ferencváros TC (FTC), där hon spelade sin första match den 10 april 1966. Mellan 1966 och 1977 spelade hon 475 matcher i FTC och vann ungerska mästerskapet fyra gånger. Dessutom vann hon ungerska cupen tre år.
Med Ferencváros nådde hon finalen i EHF:s mästarcup 1971, där FTC förlorade mot Spartak Kiev. Hon avslutade sin idrottskarriär den 6 november 1977. Efter sin  spelarkarriär blev hon anställd i FTC:s medlemsorganisation.

## Landslagskarriär
Anna Rothermel var ny i landslaget vid världsmästerskapet i handboll för damer 1965. Han spelade en viktig roll i det ungerska landslaget som vann guldmedaljen. Titeln är Ungerns enda världstitel i handboll. 1965 blev hon framröstad som årets ungerske damhandbollsspelare. Hon var en av  världens bästa målvakter och valdes till världslaget vid två tillfällen. Hon slutade spela för landslaget 1970, men vid VM 1971 gjorde hon comeback i landslagets mål. Ungern vann bronsmedaljen 1971. Vid världsmästerskapet i handboll för damer 1973 fick hon nöja sig 4:e plats med laget. Totalt spelade hon 94 matcher i landslaget.

## Privatliv
Anna Rothermels man och tränare var Gyula Elek (1932–2012). Hennes son Gábor Elek (1970–), har varit handbollsspelare och är handbollstränare. Hennes kusin Adam Rothermel var också landslagsspelare. 
Efter en lång tids sjukdom dog Anna Rothermel den 20 december 2005 och hon är begravd på kyrkogården i byn Páty.

## Individuella utmärkelser
- Årets ungerska handbollsspelare 1965